# Logikai atomizmus
A logikai atomizmus az analitikus filozófia első korszakának első részkorszaka. (A második részkorszak a logikai pozitivizmus volt)
A logikai atomizmus fogalmát Bertrand Russell vezette a filozófiai köztudatba, az 1910–13 között Whiteheaddel közösen írt Principia Mathematica című könyvében. A könyv célja az volt, hogy logikai fogalmakra és tételekre alapozza a matematikát. A logikai atomizmus végső meghatározását Russell Our Knowledge of the External World  és a The Philosophy of Logical Atomism című műveiben fejtette ki. Russell elméletét, tanítványa és barátja Ludwig Wittgenstein fejlesztette tovább.

## Russell logikai atomizmusa
A russelli logikai atomista filozófia a következőket jelenti:
- Egy mondat megfelel a világnak.
- Egy mondatfüggvény megadja a mondatrészek képzését. Ez a mondatfüggvény (átírva például C(x) akkor adódik, ha a változókat helyettesítenek be mint a mondat alkotóelemeit (pl.„ x a Waverley szerzője”): Egy mondatfüggvény egyszerűen valamilyen kifejezés, amely… több határozatlan alkotóelemet tartalmaz és amely akkor válik mondattá, ha a meghatározatlan alkotóelemeket meghatározzák.

A tulajdonnév egy egyszerű szimbólum, amely e név jelentését jelöli és amit ismerhetek. Senki nem nevezhet meg olyan valamit, amit nem ismer. Minden egyes lény egy önálló entitás. A mondat egy tényre mint igazra vagy hamisra vonatkozik. Egy atomi mondat a legegyszerűbb mondat, amely azt mondja meg, hogy egy meghatározott dolog egy meghatározott tulajdonsággal rendelkezik-e vagy egy meghatározott relációban áll-e, például „Ez fekete”. A megfelelés egy atomi mondat (atomic proposition) és egy atomi tény (atomic fact) között izomorf. A főnevek vagy tulajdonnevek tárgyaknak vagy személyneveknek felelnek meg, a melléknevek tulajdonságoknak és az igék relációinak.
A molekuláris mondatot az jellemzi, hogy más mondatokat mint komponenseket tartalmaz. Az igazságát és hamisságát pedig azoktól a részmondatok igazságától vagy hamisságától kapja, amelyekből áll.

## Wittgenstein logikai atomizmusa
Wittgenstein egyetértett Russellel abban, hogy a nyelv azért képes reprezentálni a valóságot, mert a logikai elemzéssel megfelelő formára hozott mondatok szavai egyszerű, vagyis analízissel további részekre nem bontható logikai atomokat képviselnek, viszont elutasította Russell elméletét, miszerint a mondatok logikai tulajdonnevekből épülnek fel. Wittgenstein szerint az elemi állításoknak egymástól logikailag teljesen függetleneknek kell lenniük. Például, ha azt állítjuk „ez kemény”, akkor ebből logikailag az kéne következzen, hogy „ez puha”. Ezért mondta Wittgenstein, hogy az elemi állítások nem lehetnek tulajdonnév–predikátum szerkezetűek, hanem kizárólag a logikai atomokat jelölő tulajdonnevekből állnak össze, és mint képek reprezentálják a valóságot, amelyet a logikai atomok, az elemi tárgyak elrendeződései, az atomi tények alkotnak.

## Külső hivatkozások
- (angolul) Russell's Logical Atomism
- (angolul) Wittgenstein's Logical Atomism
- (angolul) Logical atomism